# Opere di Albrecht Dürer

Monogramma personale di Albrecht Dürer, con il quale era solito firmare le sue opere

Quello che segue è un elenco cronologico delle opere di Albrecht Dürer, pittore e incisore tedesco considerato il più importante esponente del Rinascimento tedesco e tra i più importanti del Rinascimento nordico.

## Dipinti
| Immagine | Titolo                                                                                               | Data                                     | Dimensioni                                                                           | Tecnica e supporto                                                                        | Luogo di conservazione                                         | Provenienza/Acquisizioni/Curiosità | N.                   |
| -------- | --- | ---------------------------------------- | ------------------------------------------------------------------------------------ | ----------------------------------------------------------------------------------------- | -------------------------------------------------------------- | --- | -------------------- |
|          | Ritratto di Barbara Holper (fronte)Paesaggio roccioso con draghi (retro)                             | 1490                                     | 47.2 × 35.7 × 0.6 cm                                                                 | olio su tavola di abete                                                                   | Germanisches Nationalmuseum, Norimberga, Germania              | Si tratta del primo dipinto di Dürer e rappresenta sua madre. Sul retro è rappresentato un Paesaggio roccioso con draghi. Formava un dittico col Ritratto di Albrecht Dürer il Vecchio agli Uffizi ed entrambi rimasero proprietà personale di Dürer fino alla sua morte. Nel 1628 i Medici acquistarono quello del marito ma non il suo (identificato come tale solo nel 1979), poiché non gli fu riconosciuto lo stesso grande valore           | [ 1 ]                |
|          | Ritratto di Albrecht Dürer il Vecchio (fronte)Stemma combinato delle famiglie Dürer e Holper (retro) | 1490                                     | 47.5 × 39.5 cm                                                                       | olio su tavola                                                                            | Galleria degli Uffizi, Firenze, Italia                         | La data 1490 ed il monogramma AD sulla sinistra furono aggiunti più tardi, probabilmente dallo stesso Dürer. Formava un dittico col Ritratto di Barbara Holper ed entrambi rimasero proprietà personale di Dürer fino alla sua morte. Nel 1628 i Medici acquistarono il suo dipinto ma non quello della moglie, poiché non gli fu riconosciuto lo stesso grande valore. Sul retro è raffigurato lo Stemma combinato delle famiglie Dürer e Holper | [ 1 ] [ 2 ] [ 3 ]    |
|          | Uomo dei dolori                                                                                      | c. 1492-1493                             | 37 × 26 cm                                                                           | olio su tavola di conifera                                                                | Staatliche Kunsthalle, Karlsruhe, Germania                     | | [ 4 ]                |
|          | Autoritratto con fiore d'eringio                                                                     | 1493                                     | 56.5 × 44.5 cm                                                                       | olio su vellum, trasferito su tela di lino                                                | Museo del Louvre, Parigi, Francia                              | È il primo autoritratto dipinto da Dürer, forse in occasione del suo fidanzamento: infatti il fiore che tiene in mano, l'eringio, sarebbe in questo caso un simbolo di fedeltà coniugale. Fu acquistato dal Louvre nel 1922 | [ 5 ]                |
|          | Madonna di Bagnacavallo (o Madonna del Patrocinio)                                                   | 1495                                     | 47.8 × 36.5 cm                                                                       | olio su tavola                                                                            | Fondazione Magnani-Rocca, Mamiano, Italia                      | Proviene dal Monastero delle Cappuccine di Bagnacavallo, istituito nel 1774 ed è attestato presso questa sede sin dalla fondazione. Rimase sconosciuto fino al 1961, quando fu segnalato da don Antonio Savioli e attribuito a Dürer da Roberto Longhi | [ 6 ]                |
|          | Mater Dolorosa                                                                                       | c. 1495-1498                             | 110 × 43.6 cm                                                                        | olio su tavola di pino                                                                    | Alte Pinakothek, Monaco di Baviera, Germania                   | Costituisce il pannello centrale del Polittico dei Sette Dolori | [ 7 ]                |
|          | Circoncisione di Gesù                                                                                | c. 1495-1496                             | 63 × 45.5 cm                                                                         | olio su tavola                                                                            | Gemäldegalerie Alte Meister, Dresda, Germania                  | Costituisce uno dei sette pannelli perimetrali del Polittico dei Sette Dolori, che fu probabilmente la prima commissione di Dürer da parte di Federico il Saggio e destinato alla Chiesa del Castello di Wittenberg. | [ 8 ]                |
|          | Fuga in Egitto                                                                                       | c. 1495-1496                             | 63 × 46 cm                                                                           | olio su tavola                                                                            | Gemäldegalerie Alte Meister, Dresda, Germania                  | Costituisce uno dei sette pannelli perimetrali del Polittico dei Sette Dolori, che fu probabilmente la prima commissione di Dürer da parte di Federico il Saggio e destinato alla Chiesa del Castello di Wittenberg. | [ 9 ]                |
|          | Cristo tra i Dottori del Tempio                                                                      | c. 1495-1496                             | 62.5 × 45 cm                                                                         | olio su tavola                                                                            | Gemäldegalerie Alte Meister, Dresda, Germania                  | Costituisce uno dei sette pannelli perimetrali del Polittico dei Sette Dolori, che fu probabilmente la prima commissione di Dürer da parte di Federico il Saggio e destinato alla Chiesa del Castello di Wittenberg. | [ 10 ]               |
|          | Via Crucis                                                                                           | c. 1495-1496                             | 63 × 44.5 cm                                                                         | olio su tavola                                                                            | Gemäldegalerie Alte Meister, Dresda, Germania                  | Costituisce uno dei sette pannelli perimetrali del Polittico dei Sette Dolori, che fu probabilmente la prima commissione di Dürer da parte di Federico il Saggio e destinato alla Chiesa del Castello di Wittenberg. | [ 11 ]               |
|          | Cristo inchiodato sulla croce                                                                        | c. 1495-1496                             | 62 × 46.5 cm                                                                         | olio su tavola                                                                            | Gemäldegalerie Alte Meister, Dresda, Germania                  | Costituisce uno dei sette pannelli perimetrali del Polittico dei Sette Dolori, che fu probabilmente la prima commissione di Dürer da parte di Federico il Saggio e destinato alla Chiesa del Castello di Wittenberg. | [ 12 ]               |
|          | Crocifissione                                                                                        | c. 1495-1496                             | 63.5 × 45.5 cm                                                                       | olio su tavola                                                                            | Gemäldegalerie Alte Meister, Dresda, Germania                  | Costituisce uno dei sette pannelli perimetrali del Polittico dei Sette Dolori, che fu probabilmente la prima commissione di Dürer da parte di Federico il Saggio e destinato alla Chiesa del Castello di Wittenberg. | [ 13 ]               |
|          | Deposizione                                                                                          | c. 1495-1496                             | 63 × 46 cm                                                                           | olio su tavola                                                                            | Gemäldegalerie Alte Meister, Dresda, Germania                  | Costituisce uno dei sette pannelli perimetrali del Polittico dei Sette Dolori, che fu probabilmente la prima commissione di Dürer da parte di Federico il Saggio e destinato alla Chiesa del Castello di Wittenberg. | [ 14 ]               |
|          | Ritratto di Federico il Saggio                                                                       | 1496                                     | 76 × 57 cm                                                                           | tempera su tela                                                                           | Gemäldegalerie, Berlino, Germania                              | Questo ritratto fu probabilmente realizzato quando Federico il Saggio visitò Norimberga dal 14 al 18 aprile 1496 e Dürer usò colori a tempera ad asciugatura rapida, piuttosto che colori ad olio | [ 15 ]               |
|          | Altare di Dresda                                                                                     | 1496                                     | 117 × 96.5 cm (pannello centrale)114 × 45 cm (ciascun pannello laterale)             | olio su tela                                                                              | Gemäldegalerie Alte Meister, Dresda, Germania                  | La pala d'altare venne commissionata a Dürer da Federico il Saggio per la Chiesa del Castello di Wittenberg, ma già dal 1687 si trovava a Dresda (da qui il nome) | [ 16 ]               |
|          | San Girolamo penitente (fronte)Scena celeste (retro)                                                 | c. 1496                                  | 23.1 × 17.4 cm                                                                       | olio su tavola di pero                                                                    | National Gallery, Londra, Regno Unito                          | Il piccolo formato lascia dedurre la realizzazione per il culto privato. Sul fronte è raffigurato San Girolamo penitente, mentre sul retro è dipinto un cielo scuro e quello che potrebbe essere un meteorite, una cometa o un'eclissi, forse in riferimento all'Apocalisse. Fu acquistato dalla National Gallery nel 1996 | [ 17 ]               |
|          | Madonna Haller (fronte)Lot e le sue figlie in fuga da Sodoma (retro)                                 | c. 1496-1499                             | 52.4 × 42.2 cm                                                                       | olio su tavola                                                                            | National Gallery of Art, Washington, Stati Uniti d'America     | Sul fronte è dipinta la cosiddetta Madonna Haller e le figure rivelano l'influenza di Giovanni Bellini su Dürer, mentre l'ambiente richiama l'influenza olandese. Era destinata a devozione privata e i minuscoli stemmi negli angoli inferiori sono stati identificati come quelli della famiglia Haller (a sinistra) e Koberger (a destra), entrambe prominenti a Norimberga. Sul retro è invece insolitamente dipinto Lot e le sue figlie      | [ 18 ] [ 19 ]        |
|          | Ritratto di Albrecht Dürer il Vecchio (copia da Dürer)                                               | 1497 (originale)tardo XVI secolo (copia) | 51 × 40.3 cm                                                                         | olio su tavola di tiglio                                                                  | National Gallery, Londra, Regno Unito                          | Si tratta di una copia di un originale perduto, di cui esistono altre tre versioni. Già donato al re Carlo I nel 1636, venne venduto dopo la sua decapitazione nel 1649 e finì nella galleria londinese nel 1904 | [ 20 ]               |
|          | Fürlegerin con i capelli sciolti                                                                     | 1497                                     | 56.3 × 43.2 cm                                                                       | olio su tela                                                                              | Städel, Francoforte sul Meno, Germania                         | Il ritratto è connesso con la Fürlegerin con i capelli raccolti alla Gemäldegalerie di Berlino e per molto tempo si è pensato che Dürer avesse ritratto due membri di una dinastia patrizia; tuttavia, lo stemma della famiglia Fürleger, che può essere visto sullo sfondo, fu aggiunto in un secondo momento | [ 21 ]               |
|          | Fürlegerin con i capelli raccolti                                                                    | 1497                                     | 56.5 × 42.5 cm                                                                       | olio su tela                                                                              | Gemäldegalerie, Berlino, Germania                              | Il ritratto è connesso con la Fürlegerin con i capelli sciolti allo Städel di Francoforte sul Meno e per molto tempo si è pensato che Dürer avesse ritratto due membri di una dinastia patrizia; tuttavia, lo stemma della famiglia Fürleger, che può essere visto sullo sfondo, fu aggiunto in un secondo momento | [ 21 ]               |
|          | Ritratto d'uomo                                                                                      | 1497–98                                  | 24.2×20 cm                                                                           | olio su pergamena montata su tavola                                                       | Collezione Heinz Kisters a Kreuzlingen, in Svizzera            | |                      |
|          | Autoritratto con guanti                                                                              | 1498                                     | 52 × 41 cm                                                                           | olio su tavola                                                                            | Museo del Prado, Madrid, Spagna                                | Secondo autoritratto a 26 anni. Qui Dürer si copre le mani con cui lavora con guanti di capretto grigi, tipici di uno status sociale elevato, con l'intento di passare da artigiano ad artista e collocare la pittura tra le arti liberali, come in Italia. Donato a re Filippo IV di Spagna nel 1654, entrò al Museo del Prado nel 1827 | [ 22 ]               |
|          | Compianto sul Cristo morto                                                                           | 1498                                     | 150 × 120.6 cm                                                                       | olio su tavola di pino silvestre                                                          | Germanisches Nationalmuseum, Norimberga, Germania              | Il dipinto fu realizzato per la Chiesa di San Sebaldo in memoria della famiglia patrizia Holzschuher. I familiari, alcuni già deceduti, sono ritratti come donatori inginocchiati | [ 23 ]               |
|          | Ritratto di Hans Tucher (fronte)Stemma combinato delle famiglie Tucher e Rieter (retro)              | 1499                                     | 28 × 24 cm                                                                           | olio su tavola                                                                            | Museo del Castello di Weimar (Schlossmuseum), Weimar, Germania | Formava un dittico con il Ritratto di Felicitas Rieter, di cui rappresenta il pannello sinistro, e sul retro reca dipinto lo Stemma combinato delle famiglie Tucher e Rieter. Da un inventario del 1824 i due ritratti risultano già a Weimar e dopo il 1918 passarono dai Granduchi di Sassonia-Weimar-Eisenach al museo | [ 24 ]               |
|          | Ritratto di Felicitas Tucher                                                                         | 1499                                     | 28 × 24 cm                                                                           | olio su tavola                                                                            | Museo del Castello di Weimar (Schlossmuseum), Weimar, Germania | Formava un dittico con il Ritratto di Hans Tucher, di cui rappresenta il pannello destro. Da un inventario del 1824 i due ritratti risultano già a Weimar e dopo il 1918 passarono dai Granduchi di Sassonia-Weimar-Eisenach al museo | [ 25 ]               |
|          | Ritratto di Elspeth Tucher                                                                           | 1499                                     | 29.1 × 23.3 cm                                                                       | olio su tavola di tiglio                                                                  | Gemäldegalerie Alte Meister, Kassel, Germania                  | Costituiva il pannello sinistro di un dittico con il Ritratto di Nikolaus Tucher, che costituiva invece il pannello destro ma è andato tuttavia perduto. Fu acquistato in un momento sconosciuto e risulta menzionato per la prima volta nella collezione del langravio Carlo I d'Assia-Kassel | [ 26 ] [ 27 ]        |
|          | Ritratto di Oswolt Krel                                                                              | 1499                                     | 50 × 39 cm (pannello centrale)50 × 16 cm (ciascun pannello laterale)                 | olio su tavola                                                                            | Alte Pinakothek, Monaco di Baviera, Germania                   | Proviene dalla collezione dei Principi Oettingen-Wallerstein, che l'acquistarono nel 1812, e si trova nella sua collocazione attuale dal 1928. Il ritratto è accompagnato da due ali laterali con due "uomini selvatici" con gli scudi araldici di Oswolt Krel e di sua moglie, Agathe von Esendorf (il telaio è recente) | [ 28 ]               |
|          | Ritratto di uomo in figura di San Sebastiano (o Ritratto di San Sebastiano con una freccia)          | c. 1499-1505                             | 52.5 × 41.5 cm                                                                       | olio su tavola                                                                            | Accademia Carrara, Bergamo, Italia                             | Questo ritratto primitivo è stato parzialmente ridipinto e trasformato in un San Sebastiano. Entrò all'Accademia Carrara nel 1866, proveniente dalla collezione di Guglielmo Lochis; il sito ufficiale la descrive come opera di bottega | [ 29 ] [ 30 ]        |
|          | Autoritratto con pelliccia                                                                           | 1500                                     | 67.1 × 48.9 cm                                                                       | olio su tavola di tiglio                                                                  | Alte Pinakothek, Monaco di Baviera, Germania                   | Terzo autoritratto a 28 anni, notevolmente insolito nella ritrattistica per la posizione frontale | [ 31 ]               |
|          | Ercole uccide gli uccelli stinfalidi                                                                 | 1500                                     | 84.5 × 107.5 cm                                                                      | olio su tela                                                                              | Germanisches Nationalmuseum, Norimberga, Germania              | Con questo dipinto Dürer, celebrato dal 1499 come il "Nuovo Apelle", entrò in competizione con gli Antichi. Dürer utilizzò i suoi tratti del viso per realizzare quelli dell'eroe. Si è danneggiato e scolorito nel tempo | [ 32 ]               |
|          | Altare Paumgartner                                                                                   | c. 1500                                  | 155 × 126.1 cm (Natività)156.8 × 60.6 cm (San Giorgio)157 × 60.4 cm (Sant'Eustachio) | olio su tavola di tiglio (Natività)olio su tavola di abete (San Giorgio e Sant'Eustachio) | Alte Pinakothek, Monaco di Baviera, Germania                   | Commissionata dalla famiglia Paumgartner, il pannello centrale vede ai lati in primo piano la raffigurazione di vari membri inginocchiati. Già nella Katharinenkirche di Norimberga, fu acquistato nel 1613 dal duca elettore Massimiliano I di Baviera per la sua galleria | [ 33 ] [ 34 ] [ 35 ] |
|          | Compianto Glimm                                                                                      | c. 1500                                  | 151.9 × 121.6 cm                                                                     | olio su tavola di abete rosso                                                             | Alte Pinakothek, Monaco di Baviera, Germania                   | Fu commissionato da Jakob Glimm in memoria della moglie, Margaret Holzmann. Già nella Collezione Imhoff di Norimberga, fu acquistato nel 1607 dal duca elettore Massimiliano I di Baviera per la sua galleria | [ 36 ]               |
|          | Madonna col bambino al seno                                                                          | 1503                                     | 24.1 × 18.3 × 0.4 cm                                                                 | olio su tavola di tiglio                                                                  | Kunsthistorisches Museum, Vienna, Austria                      | In esso non v'è alcun riferimento simbolico alla santità o al destino predeterminato del Cristo bambino, ma Dürer s'è piuttosto limitato a rappresentare un momento di quotidiana serenità materna | [ 37 ]               |
|          | Adorazione dei Magi                                                                                  | 1504                                     | 99 × 113.5 cm                                                                        | olio su tavola                                                                            | Galleria degli Uffizi, Firenze, Italia                         | È uno dei principali capolavori di Dürer e fu compiuto durante il suo primo viaggio in Italia ed infatti non manca, accanto ai modelli nordici e fiamminghi, uno stile "all'italiana" e l'influenza di Leonardo da Vinci. Lo stesso Dürer si autoritrae nei panni di uno dei re | [ 38 ]               |
|          | Ritratto d'uomo                                                                                      | c. 1504                                  | 43 × 29 cm                                                                           | olio su tavola                                                                            | Museo di Belle Arti, Budapest, Ungheria                        | |                      |
|          | Ritratto di giovane veneziana                                                                        | 1505                                     | 32.5 × 24.2 cm                                                                       | olio su tavola di abete rosso                                                             | Kunsthistorisches Museum, Vienna, Austria                      | È solitamente indicato come il primo dipinto realizzato da Dürer durante il suo secondo soggiorno a Venezia. A fine del XVIII secolo era nella collezione del sindaco Gottfried Schwartz di Danzica, poi nella collezione di Witold Klemens Wańkowicz all'inizio del XX secolo e infine acquistato nel 1923 dal Kunsthistorisches Museum | [ 39 ]               |
|          | Giobbe e la moglie                                                                                   | c. 1505                                  | 96 × 51.5 × 0.4 cm                                                                   | olio su tavola di tiglio                                                                  | Städel, Francoforte sul Meno, Germania                         | Uno dei due pannelli, quello di sinistra, del cosiddetto Altare Jabach | [ 40 ]               |
|          | Pifferaio e suonatore di tamburo                                                                     | c. 1505                                  | 94 × 57 cm                                                                           | olio su tavola                                                                            | Museo Wallraf-Richartz, Colonia, Germania                      | Uno dei due pannelli, quello di destra, del cosiddetto Altare Jabach | [ 40 ]               |
|          | Salvator Mundi                                                                                       | c. 1505                                  | 58.1 × 47 cm                                                                         | olio su tavola                                                                            | Metropolitan Museum of Art, New York, Stati Uniti d'America    | Opera incompiuta. Dürer iniziò probabilmente questo dipinto poco prima di partire per l'Italia nel 1505, ma completò solo il drappeggio | [ 41 ]               |
|          | Ritratto di Burkard von Speyer                                                                       | 1506                                     | 31.7 × 26 cm                                                                         | olio su tavola                                                                            | Royal Collection del Regno Unito                               | |                      |
|          | Festa del Rosario                                                                                    | 1506                                     | 162 × 194.5 cm                                                                       | olio su tavola                                                                            | Galleria Nazionale, Praga, Repubblica Ceca                     | |                      |
|          | Ritratto di giovane veneziano                                                                        | 1506                                     | 46 × 35 cm                                                                           | olio su tavola                                                                            | Palazzo Rosso, Genova, Italia                                  | Fu eseguito da Dürer durante il suo secondo soggiorno a Venezia. Si trova nelle collezioni di Palazzo Rosso dal 1874 per donazione di Maria Brignole Sale De Ferrari, duchessa di Galliera | [ 42 ]               |
|          | Madonna del Lucherino                                                                                | 1506                                     | 93.5 × 78.9 cm                                                                       | olio su tavola di pioppo                                                                  | Gemäldegalerie, Berlino, Germania                              | Dürer dipinse il quadro a Venezia e non manca l'influenza di modelli italiani, come l'inclusione di Giovanni Battista bambino | [ 43 ]               |
|          | Cristo dodicenne tra i dottori                                                                       | 1506                                     | 64.3 × 80.3 cm                                                                       | olio su tavola                                                                            | Museo Thyssen-Bornemisza, Madrid, Spagna                       | È datata durante il secondo viaggio di Dürer in Italia, venne dipinta a Venezia e nella composizione sono evidenti i legami con la pittura italiana dell'epoca, riuscendo a fondere con abilità e originalità i modi nordici e italiani | [ 44 ]               |
|          | Ritratto di veneziana                                                                                | c. 1506                                  | 29.1 × 23.5 cm                                                                       | olio su tavola di pioppo                                                                  | Gemäldegalerie, Berlino, Germania                              | In base al suo costume la modella è una veneziana, mentre guardando al supporto ligneo fatto di pioppo si può ipotizzare che il dipinto sia stato realizzato in Italia e, in base allo stile, si può datare al secondo viaggio di Dürer a Venezia | [ 45 ]               |
|          | Adamo ed Eva                                                                                         | 1507                                     | 209 × 81 cm (Adamo)209 × 80 cm (Eva)                                                 | olio su tavola                                                                            | Museo del Prado, Madrid, Spagna                                | Dürer realizzò queste due tavole al ritorno del suo secondo viaggio in Italia ed entrambe rappresentano un tentativo di sintetizzare gli insegnamenti ricevuti, ricercando un equilibrio tra italianismo e germanismo, al fine di raggiungere l'ideale perfezione del corpo umano. Entrambe furono donate dalla regina Cristina di Svezia a re Filippo IV di Spagna                                                                               | [ 46 ] [ 47 ]        |
|          | Ritratto di giovane uomo (fronte)Allegoria dell'Avarizia (retro)                                     | 1507                                     | 35 × 29 cm                                                                           | olio su tavola di tiglio                                                                  | Kunsthistorisches Museum, Vienna, Austria                      | A Venezia, Dürer ebbe varie commissioni per ritratti, specialmente dalla cerchia dei mercanti tedeschi e si presume che la persona qui ritratta provenghi da questo ambiente, sebbene sia possibile che fu realizzato dopo il suo ritorno a Norimberga. Entrò nella collezione imperiale viennese dal 1619. Sul retro vi è dipinta l'Allegoria dell'Avarizia                                                                                      | [ 48 ]               |
|          | Ritratto di ragazza con berretto rosso                                                               | 1507                                     | 32.5 × 22.3 cm                                                                       | olio su pergamena, montata su tavola                                                      | Gemäldegalerie, Berlino, Germania                              | Fu realizzato probabilmente subito dopo il ritorno di Dürer da Venezia e vede ritratta una dama vestita alla tedesca | [ 49 ]               |
|          | Martirio dei Diecimila                                                                               | 1508                                     | 99 × 87.5 × 2.5 cm                                                                   | olio su tavola, trasferito su tela                                                        | Kunsthistorisches Museum, Vienna, Austria                      | Fu ordinata nel 1507 da Federico il Saggio per la Chiesa del Castello di Wittenberg. Influenzato dal suo soggiorno a Venezia, qui Dürer fa apparire i nemici dei martiri in costumi orientali, riflettendo il sentimento di un Cristianesimo minacciato dagli Ottomani. Dürer si raffigura al centro assieme all'umanista Conrad Celtis | [ 50 ]               |
|          | Altare Heller                                                                                        | c. 1508–1509                             | 189 × 138 cm (central element)                                                       | tempera e olio su tavola                                                                  | Museo Storico, Francoforte sul Meno, Germania                  | |                      |
|          | Sacra Famiglia                                                                                       | 1509                                     | 31 × 39 cm                                                                           | olio su tavola                                                                            | Museo Boijmans Van Beuningen, Rotterdam, Paesi Bassi           | |                      |
|          | Adorazione della Santissima Trinità (o Altare Landauer)                                              | 1511                                     | 135 × 123.4 cm                                                                       | olio su tavola di tiglio                                                                  | Kunsthistorisches Museum, Vienna, Austria                      | Fu donata dal ricco mercante Matthäus Landauer per l'altare della Cappella d'Ognissanti nella Casa dei Dodici Fratelli di Norimberga. La sua particolarità sta nel fatto che Dürer si distacca dai canoni nordici per realizzare una tipica pala singola "all'italiana". In basso a destra vi è un piccolo autoritratto. Oggi la cornice è una copia ottocentesca dell'originale                                                                  | [ 51 ]               |
|          | Madonna col Bambino disteso (o Madonna col Bambino e una pera)                                       | 1512                                     | 49.3 × 37.4 × 2.8 cm                                                                 | olio su tavola di tiglio                                                                  | Kunsthistorisches Museum, Vienna, Austria                      | Fu concepita per il culto privato. La figura contorta del Bambino presuppone la conoscenza di un archetipo italiano, tipico della cerchia di Verrocchio. Fu oggetto di varie copie e influenze. | [ 52 ]               |
|          | Ritratto dell'imperatore Carlo Magno                                                                 | c. 1511-1513                             | 215 × 115 cm (inclusa la cornice)                                                    | olio e tempera su tavola di tiglio                                                        | Germanisches Nationalmuseum, Norimberga, Germania              | Venne commissionato a Dürer dal Consiglio Cittadino di Norimberga, insieme al Ritratto dell'imperatore Sigismondo | [ 53 ]               |
|          | Ritratto dell'imperatore Sigismondo                                                                  | c. 1511-1513                             | 215 × 115 cm (inclusa la cornice)                                                    | olio e tempera su tavola di tiglio                                                        | Germanisches Nationalmuseum, Norimberga, Germania              | Venne commissionato a Dürer dal Consiglio Cittadino di Norimberga, insieme al Ritratto dell'imperatore Carlo Magno | [ 54 ]               |
|          | Madonna del Garofano                                                                                 | 1516                                     | 39.7 × 29.3 cm                                                                       | olio su pergamena, montata prima su tavola di tiglio e poi di abete                       | Alte Pinakothek, Monaco di Baviera, Germania                   | Nel 1607 era nella galleria del duca elettore Massimiliano I di Baviera, poi passò alla residenza dei Principi Vescovi di Frisinga e vi rimase fino alla secolarizzazione delle loro proprietà nel 1802 | [ 55 ] [ 56 ]        |
|          | Ritratto di Michael Wolgemut                                                                         | 1516                                     | 29.8 × 28.1 cm                                                                       | olio e tempera su tavola di tiglio                                                        | Germanisches Nationalmuseum, Norimberga, Germania              | Ritratto di grande realismo, Dürer lo dipinse per onorare la memoria del suo maestro Michael Wolgemut. Successivamente, nel 1519, aggiunse all'iscrizione a destra la data della morte del maestro | [ 57 ]               |
|          | Ritratto di un ecclesiastico                                                                         | 1516                                     | 41.7 × 32.7 cm                                                                       | olio su pergamena montata su tessuto                                                      | National Gallery of Art, Washington, Stati Uniti d'America     | Anche se l'identità del soggetto non è verificata, probabilmente si tratta di Johann Dorsch, un chierico di Norimberga | [ 58 ]               |
|          | San Filippo Apostolo (o Testa di San Filippo)                                                        | 1516                                     | 45 × 38 cm                                                                           | tempera su tela                                                                           | Galleria degli Uffizi, Firenze, Italia                         | Fa pendant con il San Giacomo Apostolo e dalla citazione di una testa di apostolo datata 1518 a Norimberga nella Collezione Imhoff e di un'altra offerta in vendita ad un antiquario all'inizio del XVII secolo, rende probabile l'ipotesi che i due Santi agli Uffizi in origine facessero parte di una serie di teste di Dodici Apostoli, che se non completata fu almeno progettata                                                            | [ 59 ] [ 60 ] [ 61 ] |
|          | San Giacomo Apostolo (o Testa di San Giacomo il Maggiore)                                            | 1516                                     | 46 × 37 cm                                                                           | tempera su tela                                                                           | Galleria degli Uffizi, Firenze, Italia                         | Fa pendant con il San Filippo Apostolo e dalla citazione di una testa di apostolo datata 1518 a Norimberga nella Collezione Imhoff e di un'altra offerta in vendita ad un antiquario all'inizio del XVII secolo, rende probabile l'ipotesi che i due Santi agli Uffizi in origine facessero parte di una serie di teste di Dodici Apostoli, che se non completata fu almeno progettata                                                            | [ 62 ] [ 63 ] [ 64 ] |
|          | Suicidio di Lucrezia                                                                                 | 1518                                     | 168 × 74 cm                                                                          | olio su tavola di tiglio                                                                  | Alte Pinakothek, Monaco di Baviera, Germania                   | Viene menzionata nell'inventario datato 1598 della Kunstkammer di Monaco di Baviera. È senza dubbio ampiamente condivisa che Lucrezia sia "l'opera più impopolare di Dürer" e Fedja Anzelewsky la definì "una parodia piuttosto che una esaltazione della figura femminile classica" | [ 65 ] [ 66 ] [ 67 ] |
|          | Madonna in preghiera                                                                                 | 1518                                     | 53 × 43 cm                                                                           | olio su tavola di tiglio                                                                  | Gemäldegalerie, Berlino, Germania                              | Faceva parte di un dittico, la cui controparte è però andata perduta. Fece parte della collezione privata di Wilhelm von Bode, che l'acquistò a Venezia nel 1894 in un'asta della Collezione Morosini-Gatterburg e poi la donò all'attuale museo | [ 68 ] [ 69 ]        |
|          | Ritratto dell'imperatore Massimiliano I                                                              | 1519                                     | 86.2 × 67.2 cm                                                                       | tempera e pergamena su tela (tüchlein)                                                    | Germanisches Nationalmuseum, Norimberga, Germania              | Dürer realizzò un disegno dell'imperatore alla Dieta di Augusta nel 1518. Questo dipinto era la bozza per un ritratto dell'imperatore, morto nel gennaio 1519, e aveva lo scopo di trasmettere un'idea del prodotto finale. Rimase in possesso di Dürer e poi entrò nella collezione di Willibald Imhoff | [ 70 ]               |
|          | Ritratto dell'imperatore Massimiliano I                                                              | 1519                                     | 74 × 62 × 2 cm                                                                       | olio su tavola di tiglio                                                                  | Kunsthistorisches Museum, Vienna, Austria                      | Dopo un incontro con Massimiliano I nel 1518 alla Dieta di Augusta, Dürer eseguì un disegno che servì come base per questo dipinto su legno e anche per uno su tela al Germanisches Nationalmuseum (considerato un precedente modello) e per un'incisione su legno | [ 71 ]               |
|          | Sant'Anna Metterza                                                                                   | c. 1519                                  | 60 × 49.8 cm                                                                         | olio su tavola di tiglio                                                                  | Metropolitan Museum of Art, New York, Stati Uniti d'America    | È chiaramente visibile l'influenza di Giovanni Bellini su Dürer. La data e il monogramma sono stati aggiunti successivamente all'esecuzione | [ 72 ]               |
|          | Ritratto d'uomo                                                                                      | 1520                                     | 40 × 30 cm                                                                           | tempera su tela montata su tavola                                                         | Museo del Louvre, Parigi, Francia                              | | [ 73 ]               |
|          | Testa di donna                                                                                       | c. 1520                                  | 25.5 × 21.5 cm                                                                       | tempera su tela                                                                           | Biblioteca Nazionale, Parigi, Francia                          | |                      |
|          | Ritratto di Jakob Fugger il Ricco                                                                    | c. 1520                                  | 69.4 × 53 cm                                                                         | tempera su tela (tüchlein)                                                                | Staatsgalerie Altdeutsche Meister, Augusta, Germania           | Sebbene questo dipinto ne differisca, Dürer fece già un disegno nel 1518 di quello che era il più ricco mercante del suo tempo. Poi finì probabilmente nella galleria del duca elettore Massimiliano I di Baviera. Venne danneggiato dai restauri successivi | [ 74 ] [ 75 ] [ 76 ] |
|          | Ritratto di Bernhart von Reesen                                                                      | 1521                                     | 45.5 × 31.5 cm                                                                       | olio su tavola di quercia                                                                 | Gemäldegalerie Alte Meister, Dresda, Germania                  | Questo ritratto del mercante Bernhart von Reesen di Danzica fu realizzato durante il soggiorno di Dürer ad Anversa e mostra chiare influenze della ritrattistica olandese | [ 77 ]               |
|          | Ritratto d'uomo con pelliccia                                                                        | 1521                                     | 50.6 × 32.9 cm                                                                       | olio su tavola di quercia                                                                 | Isabella Stewart-Gardner Museum, Boston, Stati Uniti d'America | Già nella collezione a Londra di un certo J. T. Dobie, Esq., fino al 1902, fu acquistato dai mercanti d'arte Colnaghi & Co. e da loro acquistato da Isabella Stewart Gardner per 11.000 £ nello stesso anno, tramite Bernard Berenson | [ 78 ]               |
|          | San Girolamo nello studio                                                                            | 1521                                     | 59.5 × 48.5 cm                                                                       | olio su tavola di quercia                                                                 | Museo Nazionale d'Arte Antica, Lisbona, Portogallo             | Fu realizzato durante il viaggio di Dürer nei Paesi Bassi negli anni 1520-1521, fu regalato da Dürer a Rodrigo Fernandes de Almada, segretario della feitoria portoghese di Anversa. Fu acquistato per il MNAA nel 1880 | [ 79 ]               |
|          | Ritratto d'uomo con berretto e pergamena                                                             | 1521                                     | 50 × 36 cm                                                                           | olio su tavola                                                                            | Museo del Prado, Madrid, Spagna                                | I primi chiari riferimenti a questo ritratto sono nell'inventario di re Carlo III di Spagna, dov'è registrato tra le opere appese nel Palazzo Reale di Madrid, da qui passando nel Museo del Prado nel 1827 | [ 80 ]               |
|          | Sant'Anna Metterza                                                                                   | 1523                                     | 75 × 64.5 cm                                                                         | olio su tavola                                                                            | Museo Collezione Carroll-Porczyński, Varsavia, Polonia         | |                      |
|          | Vergine della Pera                                                                                   | 1526                                     | 43 × 31 cm                                                                           | olio su tavola                                                                            | Galleria degli Uffizi, Firenze, Italia                         | È molto visibile un pentimento nella zona della pera, che è segno di autenticità | [ 81 ]               |
|          | Ritratto di Jakob Muffel                                                                             | 1526                                     | 48 × 36 cm                                                                           | olio su tavola, trasferito su tela                                                        | Gemäldegalerie, Berlino, Germania                              | |                      |
|          | Ritratto di Hieronymus Holzschuher                                                                   | 1526                                     | 51 × 37.1 cm                                                                         | olio su tavola di tiglio                                                                  | Gemäldegalerie, Berlino, Germania                              | Rimase conservato a Norimberga fino alla fine del XIX secolo, ma dimenticato fino alla riscoperta e la rivalutazione dell'antica arte tedesca, conoscendo una sorta di rinascita. Ancora nella Collezione Holzschuher, fu acquistato nel 1884 | [ 82 ]               |
|          | Ritratto di Johann Kleberger                                                                         | 1526                                     | 36.5 × 36.5 cm                                                                       | olio su tavola di tiglio                                                                  | Kunsthistorisches Museum, Vienna, Austria                      | È uno dei dipinti più insoliti di Dürer, senza paragoni nella ritrattistica contemporanea. Rimase al figlio David Kleberger fino al 1564 quando fu acquistato da Willibald Imhoff e nel 1588 fu venduto dagli eredi Imhoff all'imperatore Rodolfo II e così in galleria dal 1748 | [ 83 ] [ 84 ]        |
|          | Quattro Apostoli                                                                                     | 1526                                     | 212.8 × 76.2 cm (Giovanni e Pietro)212.4 × 76.3 cm (Marco e Paolo)                   | olio su tavola di tiglio                                                                  | Alte Pinakothek, Monaco di Baviera, Germania                   | In piena Riforma protestante, le due tavole furono realizzate da Dürer come dono per il Consiglio Imperiale della Città di Norimberga | [ 85 ] [ 86 ]        |
|          | Salita al Calvario                                                                                   | 1527                                     | 22.7 × 47.9 cm                                                                       | olio su tavola                                                                            | Accademia Carrara, Bergamo, Italia                             | Firmato e datato in basso al centro: «Albertus Durer super tabulam hanc coloris cinericii et citra ullam / a veris imaginibus delineationem fatiebat anno salutis MDXXVII aetatis vero sue LVI. Maest. Imp.». Entrò all'Accademia Carrara nel 1866, proveniente dalla collezione di Guglielmo Lochis | [ 87 ]               |